# Francisco Valada
Francisco Augusto Valada Villegas (* 15. Mai 1941 in Cartaxo; † 23. Dezember 2021 ebenda) war ein portugiesischer Radrennfahrer.

## Biografie
Francisco Valada nahm bei den Olympischen Sommerspielen 1960 in Rom im Straßenrennen sowie im Mannschaftszeitfahren teil. Das Straßenrennen beendete Valada nicht, im Mannschaftszeitfahren belegte er mit Portugal den 25. Platz. Zwischen 1961 und 1971 nahm Valada neunmal an der Portugal-Rundfahrt teil und gewann diese bei seiner sechsten Teilnahme im Jahr 1966. Des Weiteren startete Valada bei der Vuelta a España 1962, 1964 und 1965 sowie bei der Tour de l’Avenir 1964.
Valada starb am 23. Dezember 2021 im Alter von 80 Jahren.